# Kristina Tonteri-Young
Kristina Tonteri-Young (Finlàndia, 1998) és una actriu estatunidenca. Es feu famosa el 2020 gràcies a la seva interpretació de la monja Beatrice a la sèrie de Netflix: Warrior Nun. També ha actuat en pel·lícules com Outside the Wire (2019) i A Gift from Bob (2020) i ha de tenir el paper principal a The Swan que s'estrenarà el 2021.